# Moti di Rimini
I Moti di Rimini furono un tentativo di liberalizzazione della politica nello Stato Pontificio iniziati il 23 settembre 1845 e soppressi quattro giorni dopo.

## I moti
I moti ebbero inizio il 23 settembre 1845 quando alcuni liberali sammarinesi guidati da Pietro Renzi occuparono Rimini, al tempo parte dello Stato Pontificio. L'esercito pontificio riuscì a riottenere il controllo della città sei giorni dopo, il 27 settembre, cacciando i rivoltosi.
Seppur fosse stata una vittoria effimera, i moti di Rimini acquisirono presto fama per via delle richieste fatte dai rivoltosi (note come Manifesto di Rimini), redatte da Luigi Carlo Farini, al pontefice Gregorio XVI:
- liberale elezione dei consigli comunali, provinciali e costituzione di un Consiglio di Stato, anch'esso da eleggere. Questi consigli dovevano avere funzione solamente consultiva;
- cariche amministrative, giudiziari e militare da attribuire solamente a cittadini laici;
- limitazione sul controllo esercitato da parte dei vescovi sull'insegnamento religioso;
- controllo del bilancio e del debito pubblico;
- pubblicazione di un codice civile e penale;
- esenzione per i laici da qualsiasi giurisdizione ecclesiastica, quale l'inquisizione;
- abolizione della pena di morte;
- utilizzo dei tribunali ordinari per il giudizio sui delitti politici;
- amnistia incondizionata per ogni delitto politico commesso a partire dal 1821.

## Conseguenze
Ricevute le richieste, il cardinale segretario di Stato Luigi Lambruschini affermò che il pontefice concedette tutto ciò che era possibile concedere e definì le richieste assurde. Seppur Rimini fosse stata liberata e i rivoltosi dispersi, incominciò dal rifiuto di Lambruschini una violenza perpetrata nei confronti della polizia, dei carabinieri pontifici e delle guardie svizzere. Questo «endemico stato di rivoluzione» continuò fino alla morte di Gregorio XVI avvenuta il 1º giugno 1846 ed influenzò anche i primi anni del lungo pontificato di Pio IX.